# Richard Marks
Richard Marks (Nueva York, 10 de noviembre de 1943-31 de diciembre de 2018) fue un montajista de cine estadounidense con más de treinta trabajos incluyendo películas y televisión desde 1972. Desde 1983, colaboró ampliamente editando las películas del director James L. Brooks.
Marks fue nominado a varios premios; cuatro veces al premio Óscar, tres veces al premio ACE Eddie, tres veces al premio BAFTA y una vez al premio Emmy. Además, fue miembro del American Cinema Editors.

## Filmografía
- Serpico (1973)
- Bang the Drum Slowly (1973)
- El padrino II (1974) (nominado al BAFTA)
- The Last Tycoon (1976)
- Apocalypse Now (1979) (nominado al Oscar, BAFTA y Eddie)
- The Hand (1981)
- Pennies from Heaven (1981)
- Terms of Endearment (1983) (nominado al Oscar)
- Max Dugan Returns (1983)
- The Adventures of Buckaroo Banzai Across the 8th Dimension (1984)
- St. Elmo's Fire (1985)
- Pretty in Pink (1986)
- Broadcast News (1987) (nominado al Oscar y Eddie)
- Say Anything... (1989)
- Dick Tracy (1990)
- One Good Cop (1991)
- Father of the Bride (1991)
- I'll Do Anything (1994)
- Asesinos (1995)
- Things to Do in Denver When You're Dead (1995)
- 'Til There Was You (1997)
- Mejor... imposible (1997) (nominado al Oscar y Eddie)
- You've Got Mail (1998)
- What Planet Are You From? (2000)
- Riding in Cars with Boys (2001)
- Timeline (2003)
- Spanglish (2004)
- Made of Honor (2008)
- Julie & Julia (2009)
- How Do You Know (2010)

## Premios y reconocimientos
Premios Óscar
| Año  | Categoría     | Trabajo nominado      | Resultado |
| ---- | ------------- | --------------------- | --------- |
| 1980 | Mejor montaje | Apocalypse Now        | Nominado  |
| 1984 | Mejor montaje | La fuerza del cariño  | Nominado  |
| 1988 | Mejor montaje | Al filo de la noticia | Nominado  |
| 1998 | Mejor montaje | Mejor... imposible    | Nominado  |